# Визма Витолс
Визма Хариевна Витолс (род. 1948) — главный балетмейстер и режиссер-постановщик Московского еврейского театра «Шалом». Заслуженный деятель искусств Российской Федерации (2002). Награждена Почётной грамотой Правительства города Москвы.

## Биография
Окончила Рижское хореографическое училище. 11 лет работала в знаменитом эстонском театре «Ванемуйне», где стала примой-балериной.
В Московском театре «Шалом» Визма Витолс с его первого дня существования. Поставила 15 спектаклей («Плохие евреи», «Пол-Нью-Йорка мне теперь родня», «Мадам Роза», «Шоша», «Блуждающие звезды», «Блуждающие звёзды» и др.) и 150 танцевальных номеров.
Муж — Александр Левенбук, художественный руководитель театра «Шалом», Народный артист РФ, соведущий и соавтор передачи «Радионяня».

## Постановки
- 1989 — «Поезд за счастьем» хореограф
- 1990 — «Заколдованный театр» хореограф
- 1992 — «Новеллы Севелы» хореограф
- 1993 — «Янкель, Таке и Кадыр» хореограф
- 1994 — "Четыре чемодана в «Шереметьево-2» хореограф
- 1995 — «Национальность? Да!» хореограф
- 1996 — «Пол-Нью-Йорка мне теперь родня» режиссёр-постановщик и хореограф
- 1997 — «Шоша» постановщик и хореограф
- 1998 — «Кот Леопольд» режиссёр-постановщик и хореограф
- 1999 — «Шлимазл» хореограф
- 2000 — «Блуждающие звёзды» режиссёр-постановщик и хореограф
- 2002 — «Лехаим всем и кое-что ещё» режиссёр
- 2002 — «Фаршированная рыба с гарниром» хореограф
- 2003 — «Моя кошерная леди» хореограф
- 2004 — «Испанская баллада» режиссёр-постановщик и хореограф
- 2004 — «Свечи в цветах» режиссёр
- 2005 — «Живые! Пойте о нас…» хореограф
- 2006 — «Ну, Волк, погоди!» режиссёр-постановщик и хореограф
- 2007 — «Операция „Трали-вали“ или Заговор Шапокляк» режиссёр-постановщик и хореограф
- 2009 — «Карусель, или Гнусная Сонька» режиссёр-постановщик
- 2010 — «Мадам Роза» режиссёр-постановщик
- 2011 — «Весёлое число 13» режиссёр и хореограф
- 2011 — «А третий пингвин в чемодане» режиссёр-постановщик и хореограф
- 2012 — «Пираты против Нового года!» хореограф
- 2017 — «Плохие Евреи» режиссёр-постановщик
- 2019 — «Фаршированная рыба с другим гарниром» хореограф
- 2019 — «Вечер еврейского рассказа» режиссёр